# Areso
Areso est une ville et une municipalité de la Communauté forale de Navarre dans le Nord de l'Espagne.
Elle est située dans la zone bascophone de la province où la langue basque est coofficielle avec l'espagnol. Elle fait historiquement partie de la mérindade de Pampelune qui est à 48 km.

## Le vol d'Olentzero

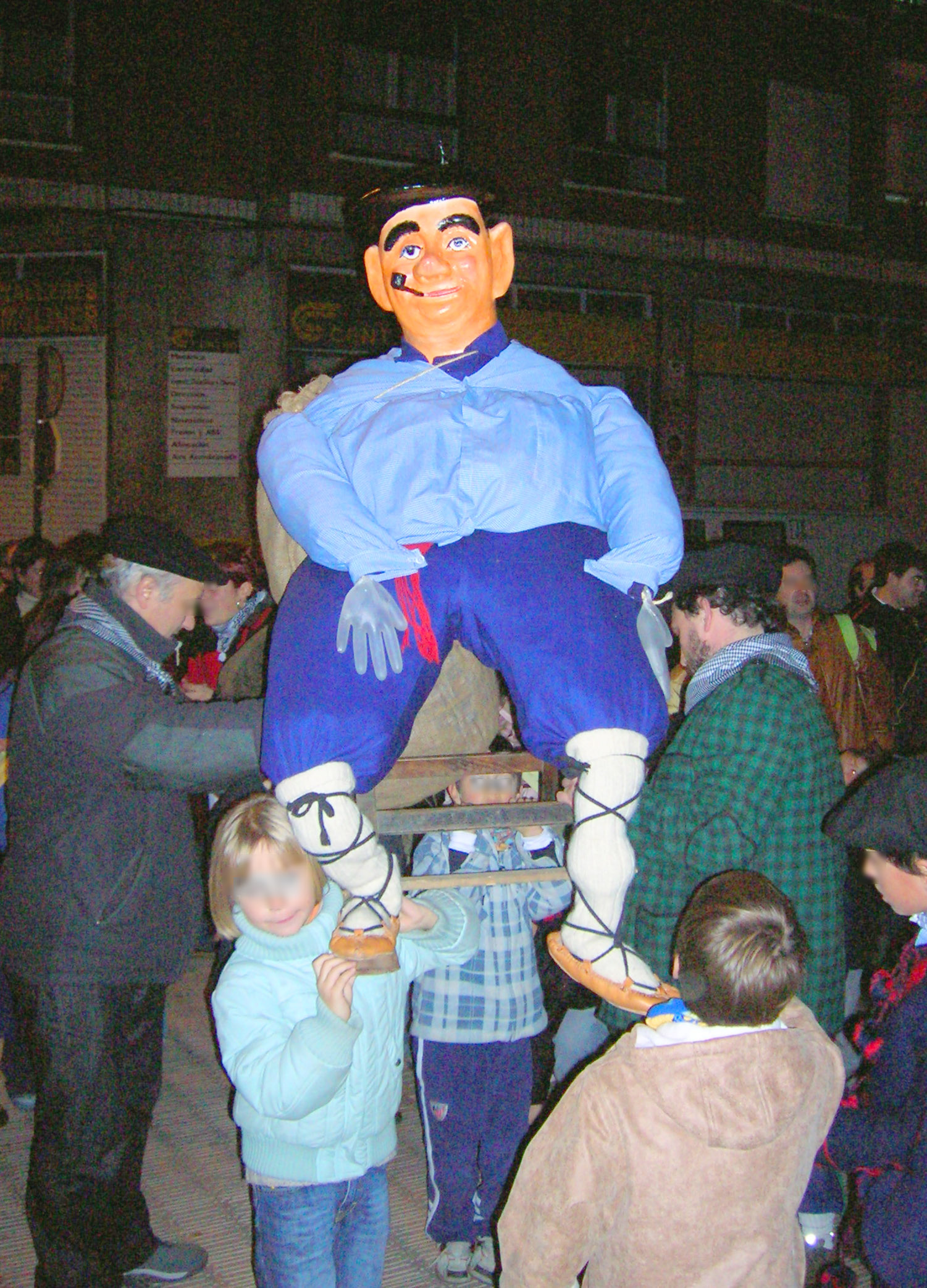
Personnes portant un Olentzero.

Le village a été connu en 2005 grâce aux moyens de communication à cause du vol d'Olentzero.
A Areso la coutume veut qu'on laisse Olentzero sur la place du village durant la nuit de la Saint Sylvestre, mais en 2003, 2004 et 2005 la figurine a été volée à l'aube et retrouvée quelques jours plus tard, détruite.
Cette dernière année 2005 les voisins du village découvrent finalement que ce sont des agents de la Garde civile de service qui s'adonnaient à cette substitution (Voir les articles en bas de page).
Deux agents impliqués furent déplacés dans d'autres localités.
La nouvelle fit suffisamment de bruit dans la presse basque et navarraise du fait de sa connotation politique car on a considéré que c'était une atteinte aux traditions basques.

## Division linguistique
En 2011, 91.9% de la population d'Areso avait le basque comme langue maternelle. La population totale située dans la zone bascophone en 2018, comprenant 64 municipalités dont Areso, était bilingue à 60.8%, à cela s'ajoute 10.7% de bilingues réceptifs.

### Droit
En accord avec Loi forale 18/1986 du 15 décembre sur le basque, la Navarre est linguistiquement divisée en trois zones. Cette municipalité fait partie de la zone bascophone où l'utilisation du basque y est majoritaire. Le basque et le castillan sont utilisés dans l'Administration publique, les médias, les manifestations culturelles et en éducation cependant l'usage courant du basque y est présent et encouragé le plus souvent.

### Sources
- (es) Cet article est partiellement ou en totalité issu de l’article de Wikipédia en espagnol intitulé « Areso » (voir la liste des auteurs).